# 徐亮 (医生)
徐亮（1952年—），汉族，中华人民共和国政治人物、第十一届全国政协委员。
加入九三学社，担任北京市眼科研究所所长、首都医科大学附属北京同仁医院副院长。2008年，当选第十一届全国政协委员，代表医药卫生界，分入第四十六组。并担任教科文卫体委员会专委。